# Harasewychia
Harasewychia is een geslacht van weekdieren uit de klasse van de Gastropoda (slakken).

## Soort
- Harasewychia harasewychi Petuch, 1987